# Judy Amoore
Judith Florence »Judy« Amoore-Pollock, avstralska atletinja, * 25. junij 1940, Melbourne, Avstralija.
Nastopila je na olimpijskih igrah v letih 1964 in 1976, leta 1964 je osvojila bronasto medaljo v teku na 400 m. Na igrah Skupnosti narodov je leta 1966 osvojila zlato medaljo v teku na 440 jardov in srebrno v teku na 880 jardov. 28. junija 1967 je postavila svetovni rekord v teku na 800 m s časom 2:01,0, veljal je eno leto.